# Claudicatio intermittens
Eine Claudicatio intermittens (lat., dt. „zeitweiliges Hinken“) tritt als Befund bei verschiedenen Schmerzzuständen auf, die jeweils vorübergehend nachlassen, so bei 
- der peripheren arteriellen Verschlusskrankheit (pAVK; im zweiten Stadium der Erkrankung)
- der Angina abdominalis (Synonym:  Claudicatio intermittens abdominalis)
- orthopädischen Erkrankungen bzw. degenerativen Veränderungen (als Claudicatio intermittens spinalis)

Der umgangssprachliche Name Schaufensterkrankheit ist damit zu erklären, dass Betroffene auf Grund von Durchblutungsstörungen nach kurzer körperlicher Aktivität Schmerzen durch Sauerstoffmangel (Ischämie) erleiden. Diese Schmerzen zwingen die Betroffenen, die jeweilige Aktivität einzustellen. Damit die Beschwerden, z. B. beim Einkaufen, anderen Personen nicht auffallen, bleiben Betroffene oft vor Schaufenstern stehen, bis die Schmerzen nachlassen.
Das Phänomen wurde zum ersten Mal von Benjamin Collins Brodie beschrieben.